# دياسبورا (شبكة تواصل اجتماعي)
دياسبورا هي شبكة تواصل اجتماعية غير ربحية، مملوكة للمستخدم.
الشبكة الاجتماعية غير مملوكة من قبل أي شخص أو كيان، مما يحول دون خضوعها للشركات أو الإعلانات. ووفقًا لمطورها، «بالاعتماد على تصميمنا الموزع فلن يكون هناك شركة كبيرة تسيطر علينا».
قام بتأسيس المشروع كل من: دان جريبي، وماكسويل سالزبيرج، ورافائيل صوفيير، وإيليا جيتوميرسكي، طلاب معهد كورانت للعلوم الرياضية بجامعة نيويورك.
تلقت المجموعة تمويلاً جماعياً يتجاوز 200,000 دولار عبر Kickstarter . وتم إصدار نسخة تجريبية للمستهلك في 23 نوفمبر 2010.
البرنامج مرخص بموجب شروط GNU-AGPL-3.0. تدار عملية التطوير بواسطة مؤسسة دياسبورا، والتي تعد جزءًا من شبكة دعم البرمجيات الحرة (FSSN)، القائم على تشغيلها Eben Moglen ومركز قانون حرية البرمجيات.
تعمل FSSN كمنظمة شاملة لتطوير الشبكة وتدير العلامات التجارية والمالية والأصول القانونية فيها.

## التاريخ

### نشأه
تأسس مشروع الشتات في عام 2010 من قبل أربعة طلاب في معهد كورانت للعلوم الرياضية بجامعة نيويورك.
كلمة دياسبورا هي يونانية الأصل وتشير إلى السكان المتناثرين أو المشتتين.

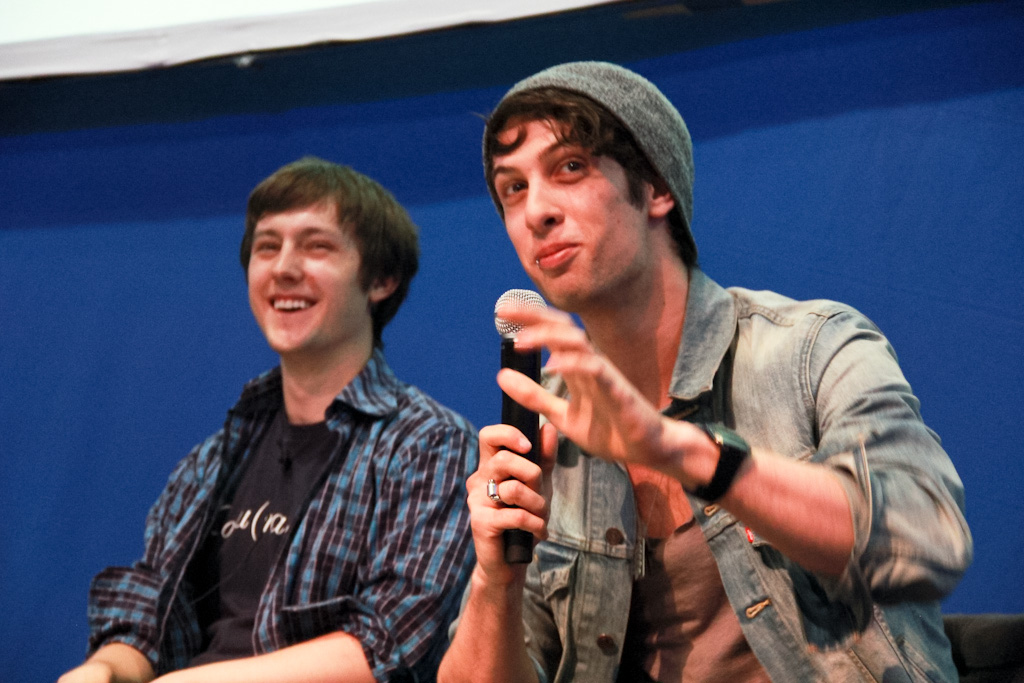
ايليا جيتوميرسكي ودانييل غريبي (2011)

## العمل ضد داعش
اجتذبت فكرة المشروع أعضاء من جماعة داعش المتطرفة في عام 2014، بعد أن تم التغلب على حملاتهم الدعاية في موقع تويتر من نفس العام. أصدر مطورو المشروع بيانًا حثوا فيه المستخدمين على الإبلاغ عن المحتوى المسيء ومساعدة مسؤولي النظام في تحديد حسابات المستخدمين المرتبطة بداعش.
وفي 20 أغسطس 2014، ذكرت مؤسسة دياسبورا أن «جميع الحسابات والوظائف المرتبطة بداعش قد أزيلت.» 